# ئی‌ام‌دی اس‌دی۱۸
ئی‌ام‌دی اس‌دی۱۸ (انگلیسی: EMD SD18) یک لوکوموتیو دیزلی ساخت شرکت جنرال موتورز الکترو-موتیو دیویژن بوده است.
این لوکوموتیو که مابین سال‌های ۱۹۶۰ تا ۱۹۶۳ تولید می‌شده دارای ۱۶ سیلندر و ۱۸۰۰ اسب بخار قدرت بوده است.